# Antonín Dufek (historik umění)
Antonín Dufek (30. listopadu 1943 Brno – 25. října 2023 tamtéž) byl český a moravský historik umění, historik fotografie, fotografický publicista a kritik, pedagog, dlouholetý vedoucí kurátor a emeritní kurátor fotografické sbírky Moravské galerie v Brně.

## Život a dílo
Narodil se roku 1943 v Brně v rodině Antonína Dufka (1907–1981) a Ireny Dufkové (1911–1979). V letech 1958–1961 vystudoval v Brně jedenáctiletou střední školu, po absolutoriu pracoval v Jáchymovských dolech Rožná (1961–1962). V letech 1962–1967 vystudoval dějiny umění na Filozofické fakultě Univerzity J. E. Purkyně v Brně (dnes Masarykova univerzita) u profesorů Alberta Kutala, Václava Richtera, Olega Suse, Bohdana Laciny, Ivo Krska a Jaroslava Sedláře. Pod vlivem prvního z nich se začal věnovat gotickému umění (diplomová práce Pozdně gotické sochařství na jihozápadní Moravě, 1967). 27. srpna 1968 se stal kurátorem fotografické sbírky Moravské galerie v Brně, kterou do značné míry během 45 let individuálně formoval až do roku 2013, kdy přešel na pozici emeritního kurátora. V této instituci se zabýval především avantgardní fotografií 20. a 30. let i současnými autory. V roce 1996 obhájil disertační práci s názvem Jaromír Funke (1896–1945) – Průkopník fotografické avantgardy.
Externě přednášel dějiny fotografie na Střední škole uměleckých řemesel v Brně (1992–2004), na Filozofické fakultě Masarykovy univerzity (1995–2000) a na Fakultě výtvarných umění v Brně (2000–2004). Přednášel také v zahraničí (Londýn, Houston aj.).
Od roku 1990 byl členem AICA, Sdružení výtvarných kritiků a teoretiků Praha, od roku 1992 byl členem korespondentem Deutsche Gesellschaft für Photographie a od roku 1994 se několikrát zúčastnil ročních setkání neformálního sdružení  kurátorů fotografie z celého světa Oracle (mezinárodní skupina kurátorů fotografie). V roce 2006 byl hostujícím akademickým badatelem ve sbírce fotografie J. Paul Getty Museum v Los Angeles („Getty Scholar“). V roce 2014 byl hostem Museum of Modern Art v New Yorku, kde participoval na projektu Object: Photo. Modern Photographs: The Thomas Walther Collection 1909–1949 (ed. Mitra Abbaspour, Lee Ann Daffner a Maria Morris Hambourg).
Jako kurátor nebo spolupracovník připravil řadu výstav a expozic z dějin české a evropské fotografie a monografické výstavy v Česku, na Slovensku a v zahraničí. Spolupracoval na řadě výstav a katalogů českého a evropského umění (např. Ryszard Stanisławski – Christopher Brockhaus, eds., Europa, Europa. Das Jahrhundert der Avantgarde in Mittel- und Osteuropa, Bonn 1994).
Připravil výstavy věnované významným osobnostem české fotografie, například Josefu Sudkovi (Brno, Barcelona, Budapešť, Buenos Aires, Litoměřice, Mnichov, Murcia, Praha, Salamanca, Toronto, Varšava, Wolfsburg) a Jaromíru Funkemu (Jaromír Funke. Mezi konstrukcí a emocí, 2014). Celkem připravil přes 200 výstav, publikoval řadu monografií fotografů a textů o fotografii v časopisech a sbornících a recenzí výstav.  
Je spoluautorem Encyklopedie českých a slovenských fotografů (1993), autorem všech kapitol o fotografii v knižním díle Dějiny českého výtvarného umění (2001–2007). V letech 2001–2013 byl spolupracovníkem Allgemeines Künstler Lexikon (Lipsko, Berlin, Mnichov), pro nějž sepsal medailony fotografů, které lze najít v 32 svazcích.
Dále je autorem řady textů o středověkém umění a o soudobém volném a užitém umění a též několika překladů.
Přehled činnosti fotografické sbírky Moravské galerie spolueditoval v knize V plném spektru. Fotografie 1841–2005 ze sbírky Moravské galerie v Brně (2011).
Soupis výstav a publikací, na kterých Antonín Dufek autorsky participoval, je uveden v knize Lukáš Bártl – Petra Trnková (eds.), Fotografie především (Antonínu Dufkovi k životnímu jubileu), Brno 2018.
Je držitelem ceny Asociace profesionálních fotografů ČR Osobnost české fotografie za rok 2010 za dlouhodobý přínos fotografii, Ceny města Brna za rok 2017 a dalších ocenění. V květnu 2023 obdržel Cenu Uměleckohistorické společnosti za celoživotní přínos dějinám umění.
Jeho manželkou byla psycholožka PhDr. Dana Dufková (1. srpna 1945 – 6. října 2018), s níž má dceru Markétu, provdanou Bubeníkovou (narozena 1972), která je vyučená fotografka a syna Jana Dufka (narozen 1973), jenž je psychologem.
Na jaře roku 2023 mu byl úspěšně voperován kardiostimulátor, v létě téhož roku byl však u něj po potížích s polykáním diagnostikován zhoubný nádor mezi jícnem a žaludkem. Zemřel pár měsíců poté 25. října 2023 v Nemocnici Milosrdných bratří v Brně v důsledku selhání srdce a dalších orgánů a přidruženého zápalu plic. Urna s ostatky je uložena v rodinném hrobě na Ústředním hřbitově v Brně (skupina H47, hrob 46).
V listopadu 2024 vydala Moravská galerie posmrtně Dufkovu obsáhlou antologii Fotografie v čase. Antologie textů o fotografii, 1968–2021. Publikace na téměř 1300 stranách představuje soubor článků, textů katalogů, přednášek, nepublikovaných rukopisů a dokumentárních fotografií, přibližujících jeho celoživotní dílo. Úvodní esej napsal Jaroslav Anděl, jednotlivé oddíly uvozují statě Jiřího Pátka.  